# Dynamic Arts Records
Dynamic Arts Records es una discográfica de música situada en Tampere, Finlandia. Se centra principalmente en el género heavy metal, firmando con bandas como Deathbound, Deathchain, Impaled Nazarene, Masterstroke, Silentium, Verjnuarmu y Shade Empire.

## Actuales y antiguos artistas
- Angel Blake
- Behexen
- Calvarium
- Dead Shape Figure
- Deathbound
- Deathchain
- Impaled Nazarene
- Machine Men
- Manzana
- Masterstroke
- Morian
- Napoleon Skullfukk
- Scorngrain
- Sear
- Shade Empire
- Silentium
- Torture Killer
- Urn
- Verjnuarmu